# Rupert Penry-Jones
Rupert William Penry-Jones (ur. 22 września 1970 w Londynie) – brytyjski aktor filmowy, telewizyjny i głosowy, znany z roli Adama Cartera w serialu Tajniacy oraz Thomasa Hamiltona w serialu Piraci.

## Życiorys

### Wczesne lata
Urodziła się w Londynie jako syn pary aktorskiej, walijskiego aktora Petera Davida Penry’ego-Jonesa (1938–2009) i angielskiej aktorki Angeli Thorne. Jego młodszy brat, Laurence David Penry-Jones (ur. 1977), był aktorem, który został kierowcą karetki pogotowia i ożenił się z aktorką Polly Walker. Uczył się w Dulwich College, gdzie w wieku trzynastu lat wystąpił jako Caliban w przedstawieniu Burza. Naukę kontynuował w szkole dramatycznej Bristol Old Vic Theatre School.

### Kariera
Po raz pierwszy wystąpił na ekranie w ekranizacji powieści Anny Sewell Czarny książę (Black Beauty, 1994) w reżyserii Caroline Thompson z udziałem Seana Beana i Davida Thewlisa. W telewizyjnym dramacie wojennym HBO Vaterland – Tajemnica III Rzeszy (Fatherland, 1994) według powieści Roberta Harrisa z Mirandą Richardson i Rutgerem Hauerem zagrał postać kadeta-SS Hermanna Josta, który przypadkiem jest świadkiem morderstwa Josefa Bühlera.
W 1995 zadebiutował na scenie w Londynie w The Almeida Theatre Company – Hackney Empire grając Fortinbrasa w sztuce Williama Szekspira Hamlet u boku Ralpha Fiennesa i Francesca Annis.

## Życie prywatne
W 1999 spotykał się z wokalistką i aktorką Kylie Minogue przez dziewięć miesięcy. Od sierpnia 2007 jest żonaty z aktorką Dervlą Kirwan, z którą ma dwójkę dzieci – Florence (ur. 1 maja 2004) i Petera (ur. 8 sierpnia 2008).

## Filmografia

### Film
| Rok  | Tytuł                              | Rola                         |
| ---- | ---------------------------------- | ---------------------------- |
| 1994 | Czarny książę                      | Młody człowiek               |
| 1997 | Piętno                             | Strażnik                     |
| 1997 | Food of Love                       | Personel biura głównego      |
| 1998 | Towarzystwo                        | Dietrich                     |
| 1998 | Hilary i Jackie                    | Piers                        |
| 1998 | Szalona kapela                     | młoy Ray                     |
| 1999 | Wirtualna miłość                   | Jake                         |
| 2001 | Charlotte Gray                     | Peter Gregory                |
| 2002 | Cena honoru                        | Tom Willoughby               |
| 2002 | A Family Man                       | Tarquin                      |
| 2005 | Wszystko gra                       | Henry                        |
| 2007 | Perswazje                          | kapitan Wentworth            |
| 2011 | Manor Hunt Ball                    | Laurence                     |
| 2012 | Eskadra „Czerwone ogony”           | Campbell                     |
| 2014 | Odrobina chaosu                    | Antoine Nompar de Caumont    |
| 2017 | Pegasus Bridge                     | Richard Geoffrey Pine-Coffin |
| 2018 | Vita i Virginia                    | Harold Nicolson              |
| 2020 | Miss Fisher and the Crypt of Tears | Jonathon Lofthouse           |